# Ordinador quàntic topològic
Un ordinador quàntic topològic és un ordinador quàntic teòric proposat pel físic rus-estatunidenc Alexei Kitaev l'any 1997. Utilitza quasipartícules en sistemes bidimensionals, anomenats anyons, on les línies d'univers passen una al voltant de l'altra per formar trenes en un espaitemps tridimensional (és a dir, una dimensió temporal més dues dimensions espacials).
Aquestes trenes formen les portes lògiques que formen l'ordinador. L'avantatge d'un ordinador quàntic basat en trenes quàntiques respecte a l'ús de partícules quàntiques atrapades és que el primer és molt més estable. Les petites pertorbacions acumulades poden fer que els estats quàntics es decohereixin i introdueixin errors en el càlcul, però aquestes petites pertorbacions no canvien les propietats topològiques de les trenes. Això és com l'esforç necessari per tallar una corda i tornar a enganxar els extrems per formar una trena diferent, a diferència d'una bola (que representa una partícula quàntica ordinària en l'espaitemps de quatre dimensions) xocant contra una paret.
Mentre que els elements d'un ordinador quàntic topològic s'originen en un regne purament matemàtic, els experiments en sistemes Hall quàntics fraccionats indiquen que aquests elements es poden crear al món real mitjançant semiconductors fets d'arsenur de gal·li a una temperatura propera al zero absolut i sotmesos a forts camps magnètics.

## Introducció
Els anyons són quasipartícules en un espai bidimensional. Els anyons no són ni fermions ni bosons, però com els fermions, no poden ocupar el mateix estat. Així, les línies d'univers de dos anyons no es poden creuar ni fusionar, la qual cosa permet que els seus camins formin trenes estables en l'espaitemps. Els anyons es pot formar a partir d'excitacions en un gas electrònic bidimensional fred en un camp magnètic molt fort i transportar unitats fraccionades de flux magnètic. Aquest fenomen s'anomena efecte Hall quàntic fraccionat. En els sistemes típics de laboratori, el gas d'electrons ocupa una fina capa semiconductora entre capes d'arsenur de gal·li d'alumini.
Quan els anyons estan trenats, la transformació de l'estat quàntic del sistema depèn només de la classe topològica de les trajectòries dels anyons (que es classifiquen segons el grup de trenes). Per tant, la informació quàntica que s'emmagatzema en l'estat del sistema és impermeable a petits errors en les trajectòries. L'any 2005, Sankar Das Sarma, Michael Freedman i Chetan Nayak van proposar un dispositiu Hall quàntic que realitzaria un qubit topològic. En un desenvolupament clau per als ordinadors quàntics topològics, l'any 2005 Vladimir J. Goldman, Fernando E. Camino i Wei Zhou van afirmar haver creat i observat la primera evidència experimental per utilitzar un efecte Hall quàntic fraccionat per crear qualsevol anyon, encara que altres han suggerit que els seus resultats podrien ser el producte de fenòmens que no involucren anyons. Els anyons no-abelians, una espècie necessària per als ordinadors quàntics topològics, encara no s'han confirmat experimentalment. S'han trobat possibles evidències experimentals, però les conclusions continuen discutides. El 2018, els científics van tornar a afirmar que havien aïllat les partícules de Majorana necessàries, però la troballa es va retirar el 2021. Quanta Magazine va declarar el 2021 que «ningú ha demostrat de manera convincent l'existència d'una sola quasipartícula (mode zero de Majorana)», tot i que l'any 2023 un nou article de la revista va cobrir algunes publicacions prèvies de Google i Quantinuum que afirmaven la realització d'anyons no-abelians en processadors quàntics, el primer va utilitzar un codi tòric amb defectes de gir com a degeneració topològica (o defecte topològic), mentre que el segon va utilitzar un protocol diferent però relacionat, que es poden entendre com estats lligats de Majorana en la correcció d'errors quàntics

## L'ordinador quàntic topològic vers l'ordinador quàntic estàndard
Els ordinadors quàntics topològics són equivalents en potència computacional a altres models estàndard de computació quàntica, en particular al model de circuit quàntic i al model de la màquina de Turing quàntica. És a dir, qualsevol d'aquests models pot simular de manera eficient qualsevol dels altres. No obstant això, certs algorismes poden ser un ajust més natural al model d'ordinador quàntic topològic. Per exemple, els algorismes per avaluar el polinomi de Jones es van desenvolupar primer en el model topològic, i només després es van convertir i ampliar en el model de circuit quàntic estàndard.

### Computacions
Per fer honor al seu nom, un ordinador quàntic topològic ha de proporcionar les propietats de càlcul úniques que promet un disseny d'ordinador quàntic convencional, que utilitza partícules quàntiques atrapades. L'any 2000, Michael H. Freedman, Alexei Kitaev, Michael J. Larsen i Zhenghan Wang van demostrar que un ordinador quàntic topològic pot, en principi, realitzar qualsevol càlcul que un ordinador quàntic convencional pugui fer, i viceversa.
Van trobar que un dispositiu de computació quàntica convencional, donat un funcionament sense errors dels seus circuits lògics, donarà una solució amb un nivell absolut de precisió, mentre que un dispositiu de computació quàntica topològic amb un funcionament impecable donarà la solució només amb un nivell finit de precisió. Tanmateix, qualsevol nivell de precisió per a la resposta es pot obtenir afegint més girs de trenes (circuits lògics) a l'ordinador quàntic topològic, en una relació lineal simple. En altres paraules, un augment raonable d'elements (torns de trenes) pot aconseguir un alt grau de precisió en la resposta. Els càlculs reals [portes] es fan mitjançant els estats de vora d'un efecte Hall quàntic fraccionat. Això fa que els models d'anyons unidimensionals siguin importants. En una dimensió espacial, qualsevol es defineix algebraicament.

### Correcció i control d'errors
Tot i que les trenes quàntiques són inherentment més estables que les partícules quàntiques atrapades, encara hi ha una necessitat de controlar les fluctuacions tèrmiques que indueixen errors, que produeixen parells aleatoris de qualsevol cosa que interfereixen amb les trenes adjacents. Controlar aquests errors és simplement una qüestió de separar els anyons a una distància on la taxa d'interferències errades cau a prop de zero. La simulació de la dinàmica d'un ordinador quàntic topològic pot ser un mètode prometedor per implementar la computació quàntica tolerant a errors fins i tot amb un esquema de processament d'informació quàntic estàndard. Raussendorf, Harrington i Goyal han estudiat un model, amb resultats de simulació prometedors.

## Exemple: Informàtica amb anyons Fibonacci
Un dels exemples destacats de la computació quàntica topològica és amb un sistema d'anyons Fibonacci. En el context de la teoria de camps conformals, els anyons Fibonacci es descriuen pel model de Yang-Lee, el cas especial SU(2) de la teoria de Chern-Simons i el model de Wess-Zumino-Witten. Aquests anyons es poden utilitzar per crear portes genèriques per a la computació quàntica topològica. Hi ha tres passos principals per crear un model:
- Triar la nostra base i restringir el nostre espai de Hilbert
- Trenar els anyons junts
- Fusionar els anyons al final i detectar com es fusionen per llegir la sortida del sistema.

### Preparació de l'estat
Els anyons Fibonacci es defineixen per tres qualitats:
1. Tenen una càrrega topològica de {\displaystyle \tau }. En aquesta discussió, considerem una altra càrrega anomenada {\displaystyle 1}, que és la càrrega de «buit» si algú s'aniquila els uns amb els altres.
2. Cadascun d'aquests anyons és la seva pròpia antipartícula. {\displaystyle \tau =\tau ^{*}} i {\displaystyle 1=1^{*}}.
3. Si s'apropen l'un a l'altre, es «fusionaran» d'una manera no trivial. Concretament, les regles de «fusió» són:
  1. {\displaystyle 1\otimes 1=1}
  2. {\displaystyle 1\otimes \tau =\tau \otimes 1=\tau }
  3. {\displaystyle \tau \otimes \tau =1\oplus \tau }
4. Moltes de les propietats d'aquest sistema es poden explicar de manera similar a la de dues partícules d'espín 1/2. En particular, utilitzem els mateixos operadors de producte tensorial ⊗ i suma directa ⊕.

L'última regla de «fusió» es pot estendre a un sistema de tres anyons:
{\displaystyle \tau \otimes \tau \otimes \tau =\tau \otimes (1\oplus \tau )=\tau \otimes 1\oplus \tau \otimes \tau =\tau \oplus 1\oplus \tau =1\oplus 2\cdot \tau }
Així, la fusió de tres anyons produirà un estat final de càrrega total {\displaystyle \tau } de 2 maneres, o una càrrega d' {\displaystyle 1} exactament d'una manera. Utilitzem tres estats per definir la nostra base. Tanmateix, com que volem codificar aquests tres estats qualsevol com a superposicions de 0 i 1, hem de limitar la base a un espai de Hilbert bidimensional. Per tant, considerem només dos estats amb una càrrega total de {\displaystyle \tau }. Aquesta elecció és purament fenomenològica. En aquests estats, agrupem els dos anyons que es troben més a l'esquerra en un «grup de control» i deixem el que es troba més dreta com a «anyon no computacional». Classifiquem a l'estat {\displaystyle |0\rangle } com aquell en què el grup de control té una càrrega «fusionada» total d' {\displaystyle 1}, i un estat de {\displaystyle |1\rangle }que té un grup de control amb una càrrega «fusionada» total de {\displaystyle \tau }. Per a una descripció més completa, vegeu Nayak.

### Portes
Seguint les idees anteriors, trenant adiabàticament aquests anyons al voltant de l'altre donarà lloc a una transformació unitària. Aquests operadors de trenes són el resultat de dues subclasses d'operadors:
- La matriu F
- La matriu R

La matriu R es pot considerar conceptualment com la fase topològica que s'imparteix als anyons durant la trena. A mesura que els anyons s'envolten els uns als altres, prenen alguna fase a causa de l'efecte Aharonov-Bohm.
La matriu F és el resultat de les rotacions físiques dels anyons. A mesura que es trenen entre si, és important adonar-se que els dos anyons inferiors, el grup de control, encara distingiran l'estat del qubit. Per tant, trenar els anyons canviarà quins són els anyons del grup de control i, per tant, canviarà la base. Avaluem els anyons fusionant sempre el grup de control (els anyons inferiors) junts primer, de manera que l'intercanvi de quins són aquests farà girar el sistema. Com que aquests anyons no són abelians, l'ordre dels anyons (els quals estan dins del grup de control) serà important i, com a tal, transformaran el sistema.
L'operador de trenes complet es pot derivar com:
{\displaystyle B=F^{-1}RF}
Per construir matemàticament els operadors F i R, podem considerar permutacions d'aquests operadors F i R. Sabem que si canviem seqüencialment la base sobre la qual estem operant, això finalment ens portarà de nou a la mateixa base. De la mateixa manera, sabem que si trenem algú al voltant de l'altre un cert nombre de vegades, això tornarà al mateix estat. Aquests axiomes s'anomenen axiomes pentagonal i hexagonal, respectivament, ja que la realització de l'operació es pot visualitzar amb un pentàgon/hexàgon de transformacions d'estat. Tot i que matemàticament difícils, es poden abordar amb molta més èxit visualment.
Amb aquests operadors de trenes, finalment podem formalitzar la noció de trenes en termes de com actuen sobre el nostre espai de Hilbert i construir portes quàntiques universals arbitràries.